# روبرت هورماتس
روبرت هورماتس (بالإنجليزية: Robert Hormats)‏ (و. 1943 – م) هو مصرفي من الولايات المتحدة الأمريكية .
وهو عضو في الحزب الديمقراطي الأمريكي .

## التعليم
تعلم في جامعة تافتس.

## جوائز
حصل على جوائز منها وسام جوقة الشرف.